# Чотиривалентність
Чотиривале́нтність — стан атома, в якого чотири електрони доступні до утворення ковалентного зв'язку на його зовнішній (валентній) електронній оболонці.
Прикладом є метан (CH4): атом Карбону ковалентно зв'язаний з чотирма атомами Гідрогену. Атом Карбону називають чотиривалентним, оскільки він утворює 4 ковалентні зв'язки.
Атом Карбону має в цілому шість електронів, що займають перші дві оболонки, тобто K-оболонка має два електрони і на L-оболонці є чотири електрони. Цей розподіл показує, що на зовнішній оболонці є один повністю заповнений s-рівень і дві наполовину заповнені p-орбіталі, і, таким чином, Карбон є двовалентним атомом. Але в дійсності, він відображає чотиривалентність у комбінованому стані. Таким чином, атом вуглецю має чотири валентних електрони. Він може отримати чотири електрони з утворенням аніона C4- або втратити чотирьох електронів з утворенням катіона C4+. Обидві ці умови є далекими від досягнення стабільності за правилом октету. Щоб подолати цю проблему, Карбон зв'язується шляхом обміну своїх валентних електронів. Це дозволяє йому бути ковалентно зв'язаний з одним, двома, трьома або чотирма атомами вуглецю або атомів інших елементів або груп атомів.
Атом Карбону має чотири електрони на його зовнішній валентній оболонці. Тож, він потребує ще чотири електрони, щоб завершити свій октет, що можливе тільки шляхом обміну валентних електронів з іншими атомами. Як результат, атом Карбону утворює чотири ковалентні зв'язки, обмінюючись валентними електронами з іншими атомами, що й називають чотиривалентністю Карбону. Ці чотири валентності вуглецю напрямлені до чотирьох кутів тетраедра та нахилені одна до одної під кутом 109° 28'. Атом Карбону вважається атомним центром тетраедра. Зазвичай чотири валентності Карбону показують як чотири поздовжні зв'язки навколо його атому.

## Приклади

Молекула метану
Кожен атом Карбону має чотири електрони у його зовнішній оболонці. Таким чином, вона вимагає ще чотири електрони на набуття стабільної конфігурації благородного газу. Кожен з атомів Гідрогену має лише один електрон у своїй зовнішній оболонці, і потрібно ще один електрон, щоб завершити зовнішні оболонки (набути конфігурацію Гелію). Для досягнення, один атом C утворює чотири ковалентні зв'язки з чотирма атомами H.
Молекула вуглекислого газу
Кожен атом Карбону має чотири електрони у його зовнішній оболонці, а кожен атом Оксигену — шість електронів. Таким чином, кожному атому C потрібно чотири і кожному атом O потрібно ще два електрони для отримання конфігурації благородного газу. Для досягнення цього, два атоми Оксигену утворюють подвійні ковалентні зв'язки з Карбоном.
Молекула ацетилену
Кожен атом Карбону має чотири електрони у його зовнішній оболонці і кожен атом Гідрогену має лише один електрон. Два атоми C ділять два електрони з атомами H із утворенням одинарних зв'язків. Кожному атому Карбону необхідно ще три електрони для набуття стійкої конфігурації найближчого благородного газу (неону). Це робиться шляхом взаємного обміну трьома парами електронів між двома атомами вуглецю з утворенням потрійним зв'язком.